# Шаврук, Игорь Леонидович
Игорь Леонидович Шаврук (род. 20 марта 1943, Бобруйск) — украинский и российский дирижёр, Заслуженный артист Украины (2009).

## Биография
Окончил музыкальную школу Столярского в Одессе (1960) и Одесскую консерваторию (1968), занимался в мастер-классах Ильи Мусина и Кирилла Кондрашина. В 1970—1977 годах работал в Одесском театре оперы и балета. В 1977—1980 годах первый руководитель новосозданного Красноярского театра оперы и балета.
С 1980 года снова в Одесском театре оперы и балета, уже как главный дирижёр. Одновременно в 1986 года основал и возглавил Одесский камерный оркестр.
С 1996 года также является художественным руководителем и главным дирижёром Камерного оркестра Одесской филармонии. Игорь Леонидович помимо работы с Одесским камерным оркестром дирижирует Национальным Одесским филармоническим оркестром, а также оркестром Национального одесского академического театра оперы и балета. Игорь Шаврук также работал с симфоническим оркестром Национального балета в Лондоне (англ.), дирижировал оркестрами Будапештской оперы, радио Ирландии, оперы Брно, оркестрами Великобритании и Бразилии, был главным дирижёром «Москоу Сити балета».
В 2009 году президент Виктор Ющенко присвоил Игорю Шавруку звание заслуженного артиста Украины.